# Mesocapromys sanfelipensis
Mesocapromys sanfelipensis là một loài động vật có vú trong họ Capromyidae, bộ Gặm nhấm. Loài này được Varona & Garrido mô tả năm 1970.